# Řád svaté Alžběty (Bavorsko)
Řád svaté Alžběty (německy: St. Elisabethenorden) byl bavorský čistě ženský rytířský a charitativní řád. Založen byl manželkou falckého kurfiřta Alžbětou Augustou Wittelsbašskou roku 1766. Později byl přejat do soustavy bavorských řádů a po pádu bavorské monarchie v roce 1918 je nadále udílen jako dynastický řád Wittelsbachů.

## Historie a pravidla udílení
Řád dne 18. října 1766 založila první manželka falckého kurfiřta Karla Teodora, Alžběta Augusta Wittelsbašská. Řád byl založen na počest její patronky a jmenovkyně svaté Alžběty, jako výhradně dámský řád a čistě charitativní instituce pro chudé. Založení řádu bylo potvrzeno papežem Klementem XII. dne 31. ledna 1767. Prvních sedm dam bylo do řádu slavnostně přijato  na zámku Mannheim 26. března téhož roku. Ke vstupu do řádu bylo nutné doložit svůj šlechtický původ minimálně šestnácti praprarodiči šlechtického původu. Podmínkou také bylo katolické vyznání. Velmistryně řádu byla oprávněna nominovat na členství v řádu neomezený počet dam z knížecích domů a ze svého vlastního dvora. Dále mohla nominovat až šest dalších vdaných či ovdovělých šlechtičen. Tyto nominace se konaly buď na Velikonoce nebo 19. listopadu na Den svaté Alžběty. Za vstup do řádu se platil poplatek ve výši čtyř dukátů.
Po spojení Falckého a Bavorského kurfiřtství, byl řád novým duálním státem převzat a začleněn do bavorských řádů. Po smrti zakladatelky a první velmistryně v roce 1794 přešel titul velmistryně řádu na Marii Amálii Saskou, která byla manželkou předpokládaného budoucího kurfiřta Karla II. Augusta. Ten však ještě před převzetím vlády roku 1795 zemřel a řád tak ztratil na svém významu. Až v roce 1873 jej reorganizovala bavorská královna Marie Tereza Rakouská-Este, která také dodala řádu na vážnosti. Zmírnily se také podmínky pro vstup do řádu. Nadále stačilo prokázat osm prarodičů šlechtického původu, z nichž každý musel patřit k šlechtické dynastii staré minimálně 300 let. Bavorské dámy při vstupu řádu platily 500 zlatých a cizinky 1000 zlatých. Bavorské šlechtičny se i nadále stávaly řádnými dámami, kdežto cizinky byly pouze dámami čestnými.
Pád bavorské monarchie na podzim 1918 řád neovlivnil. Podle Wittelsbachů bylo toto vyznamenání řádem dynastickým a i nadále je udílen hlavou Wittelsbachů a nepodléhá tak kontrole Bavorska.

## Třídy
Řád měl čtyři třídy:
- velmistryně
- dáma speciální třídy
- dáma I. třídy
- dáma II. třídy

## Insignie
Řádový odznak má tvar zlatého bíle smaltovaného kříže. Uprostřed je kulatý medailon. Na přední straně je v medailonu vyobrazena svatá Alžběta Durynská rozdávající almužnu. Na zadní straně je monogram zakladatelky řádu. Ke stuze byl odznak připojen pomocí přechodového prvku v podobě královské koruny.
Stuha je modrá s širokými červenými pruhy lemujícími oba okraje.

Řád se nosil na stuze uvázané do mašle nalevo na hrudi. Jeho nošení na veřejnosti bylo zpočátku povinné, pod pokutou jednoho dukátu za nedodržení tohoto pravidla.

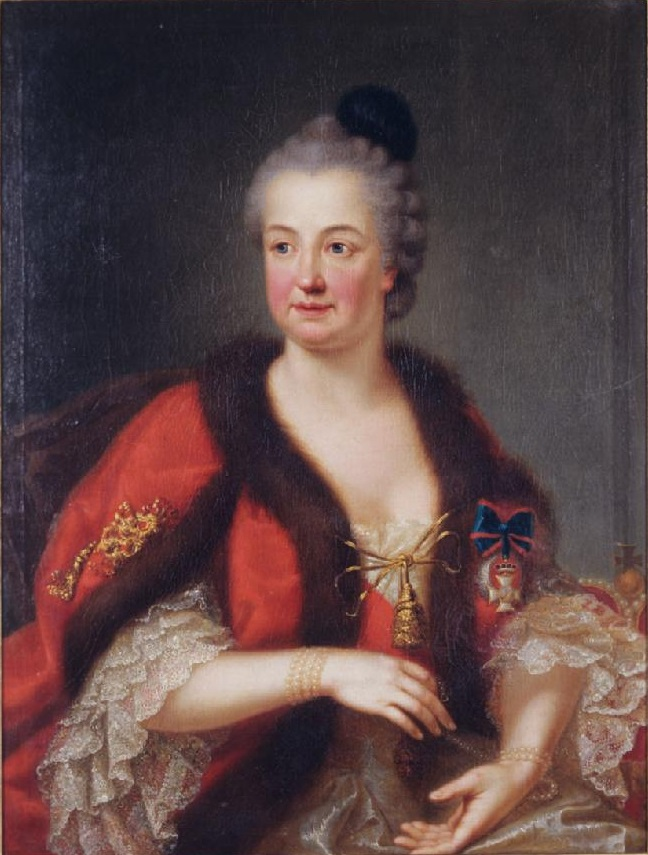
Portrét zakladatelky řádu Alžběty Augusty Wittelbašské
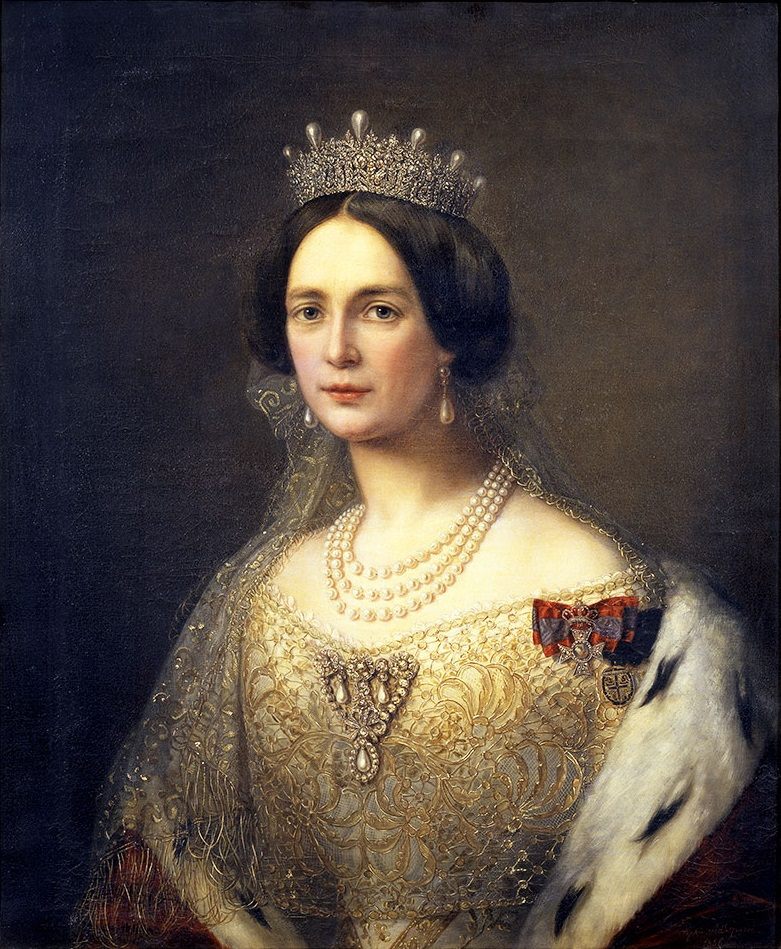
Portrét Josépine de Beauharnais mladší s insigniemi Řádu svaté Alžběty a Řádu hvězdového kříže
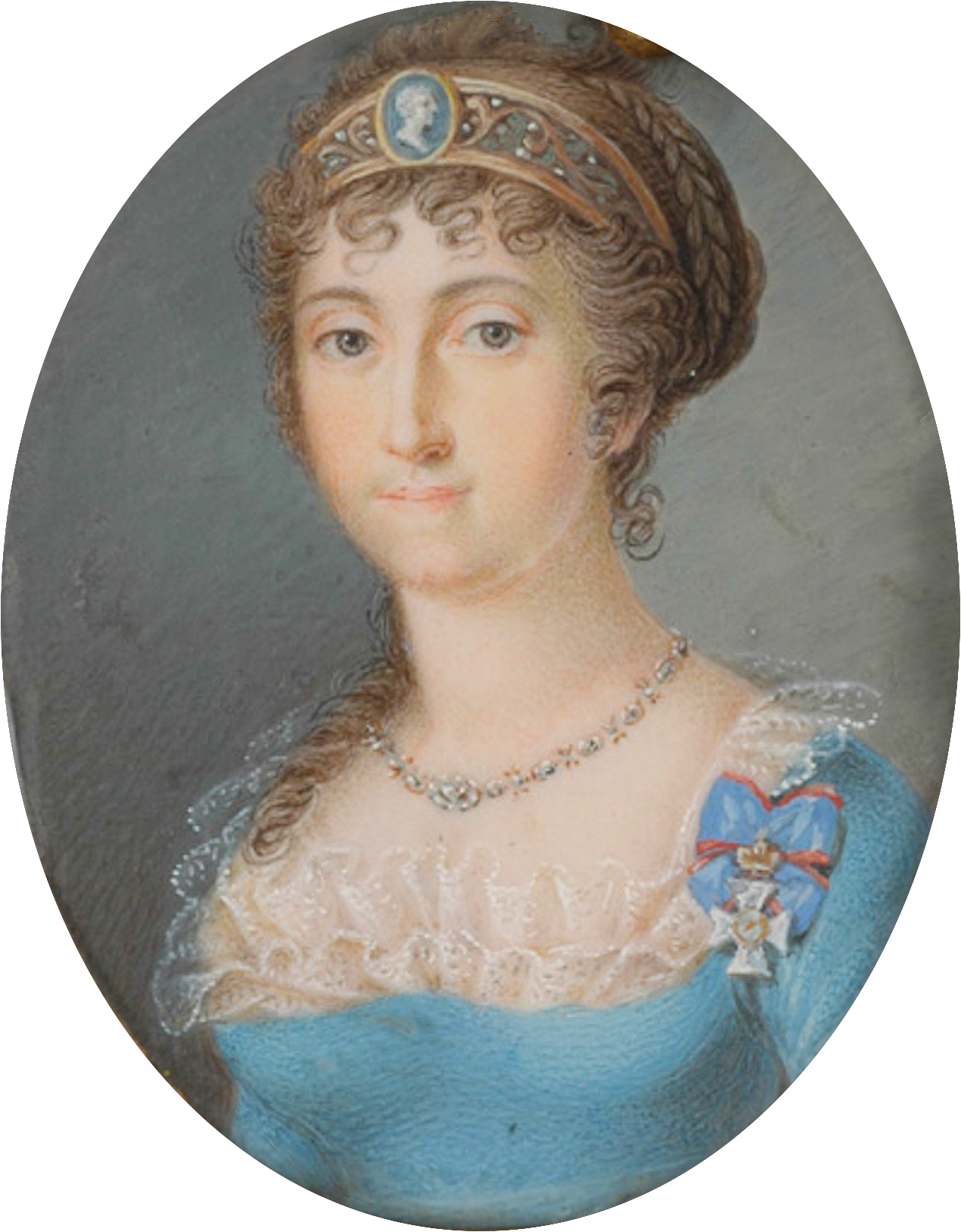
Portrét bavorské královny Karolíny Frederiky Vilemíny Bádenské s insignií Řádu svaté Alžběty
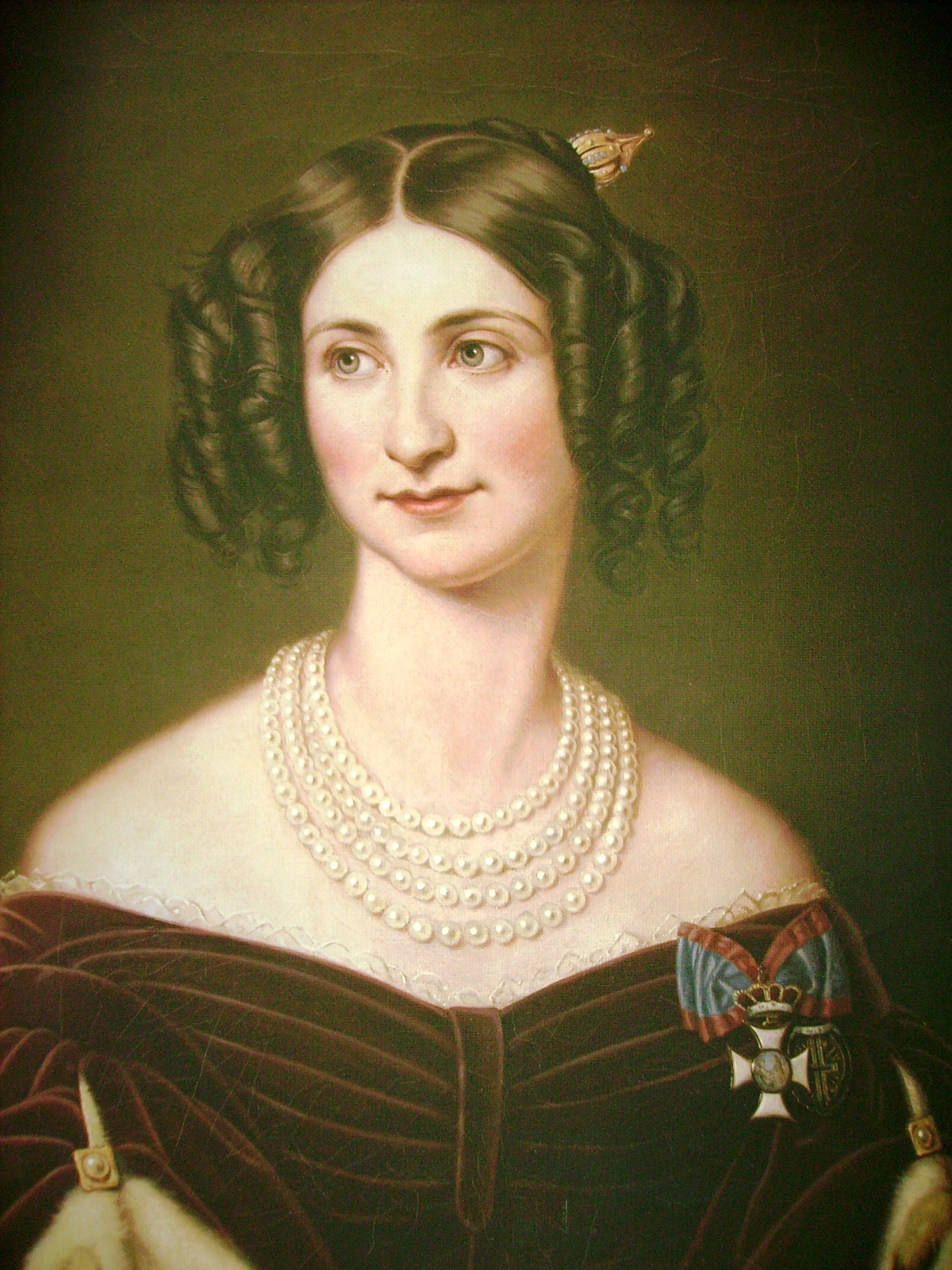
Portrét Evženie Leuchtenberské s insignií Řádu svaté Alžběty
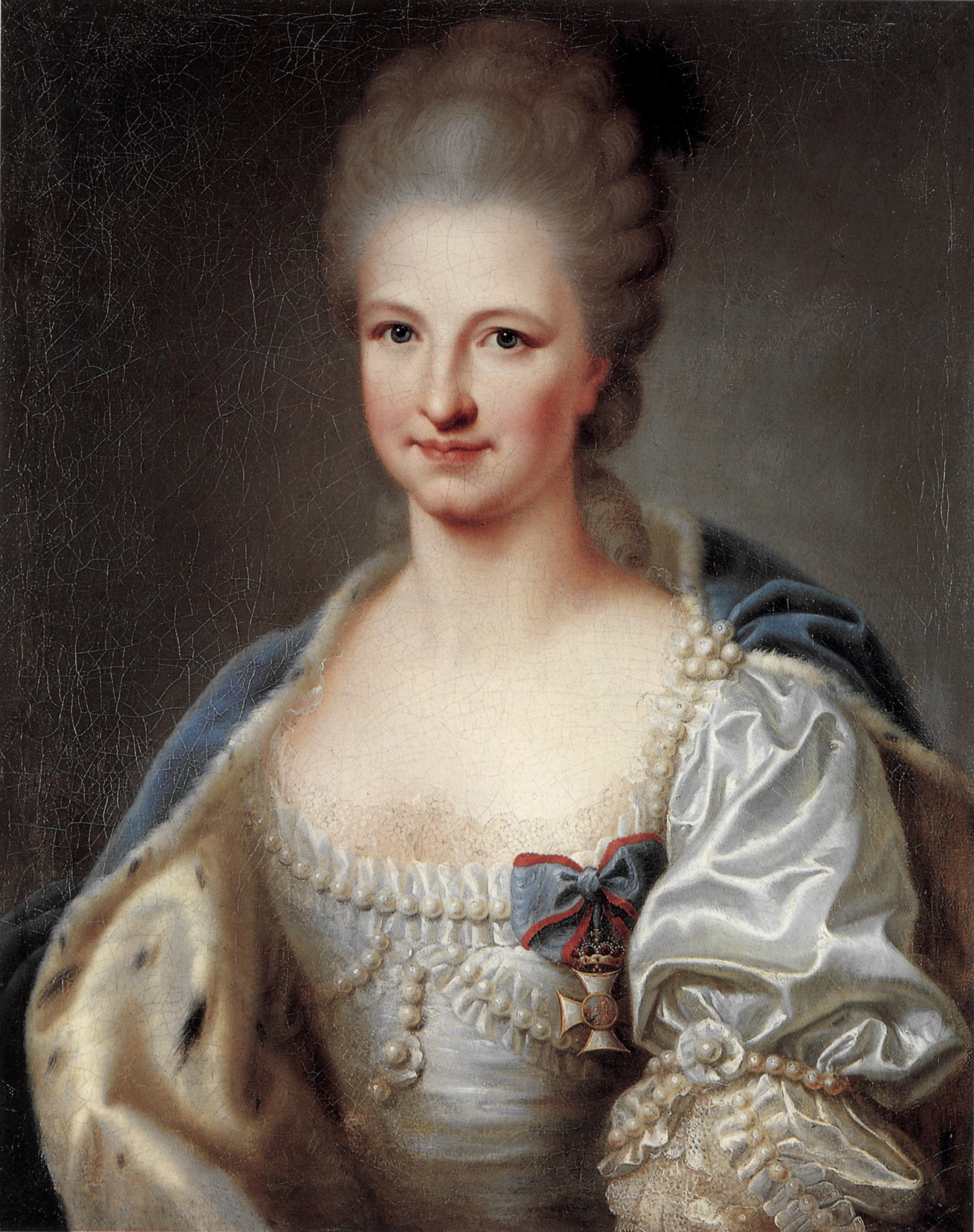
Portrét Amálie Zweibrückensko-Birkenfeldské s insignií Řádu svaté Alžběty